# Сад роз и жасминов
Сад роз и жасминов (урду روز اور جیسمین گارڈن‎, англ. Rose & Jasmine Garden) — городской парк в центральной части города Исламабад, занимает площадь 20 360 м².

## Парк
Сад был создан в 1970-х годах и до начала 1990-х был единственной достопримечательностью в Исламабаде, где люди могли отдохнуть от городской суеты. Он имеет 250 различных сортов роз, а также несколько десятков сортов жасминов.
С 1983 года ежегодно весной муниципальный орган «Capital Development Authority (CDA)», который следит за деятельностью сада, устраивает фестиваль роз и жасминов с привлечением садоводов, коммерческих структур, благотворительных организаций.
Внутри сада имеются велосипедные дорожки, скамейки, фонари, фонтан, его особенностью является отсутствие ограждения от городских построек.